# NaturEnergie
Die naturenergie hochrhein AG ist ein Energieunternehmen in Rheinfelden (Baden) an der Schweizer Grenze und Teil der naturenergie Holding AG mit Sitz in Laufenburg (Schweiz). 
Die naturenergie hochrhein AG produziert und vertreibt ökologischen Strom aus Wasserkraft in Südbaden und der Schweiz. Zum Leistungsportfolio zählen Produkte und Dienstleistungen in den Bereichen Strom, Gas, Wärmegewinnung, Photovoltaik, Bauen und Wohnen sowie Elektromobilität inklusive innovativer Konzepte wie E-CarSharing.

## Historie
Die Geschichte der naturenergie hochrhein AG beginnt im Jahr 1894. Damals gingen die Kraftübertragungswerke Rheinfelden AG (KWR) in Betrieb. Ein Jahr später wurde dem Unternehmen die Konzession für ein Rheinkraftwerk in Rheinfelden erteilt. Dieses startete 1898 als erstes Kraftwerk am Hochrhein und als größtes Wasserkraftwerk in Europa.
Im Jahr 1908 erfolgte die Gründung der Aktiengesellschaft Kraftwerk Laufenburg (KWL). Sechs Jahre später ging das Wasserkraftwerk in Laufenburg ans Netz. Somit lief erstmals ein quer zum Rhein gebautes Kraftwerk. Inzwischen war auch das Doppelkraftwerk Augst-Wyhlen in Betrieb. Der in Wyhlen gelegene Teil war von der KWR gebaut worden.
Zwischen 1986 und 1990 wurden die Betriebsgenehmigungen für die Standorte Rheinfelden, Laufenburg und Wyhlen verlängert. Die Leistungsfähigkeit der Kraftwerke sollte nun gesteigert werden. Wyhlen und Laufenburg wurden modernisiert, während Rheinfelden ab 2003 neu gebaut wurde. Die ersten Turbinen gingen im Jahr 2010 in Betrieb. Die offizielle Einweihung des neuen Wasserkraftwerks Rheinfelden fand im September 2011 statt.
Ende der 1990er Jahre wurde der Strommarkt in Deutschland liberalisiert. KWL und KWR gingen eine Kooperation ein. Im Jahr 1998 gründeten die zwei Unternehmen die NaturEnergie AG. Von da an vertrieb die Unternehmensgruppe im gesamten Bundesgebiet Strom aus regenerativen Energien. Somit gehörte NaturEnergie zu den ersten Ökostromanbietern in Deutschland. KWR und KWL entschieden sich nach der Jahrtausendwende für den rechtlichen und wirtschaftlichen Zusammenschluss. Die KWL kaufte die Anteile der KWR. Anfang 2003 ging aus der KWR die Energiedienst AG hervor und aus der KWL wurde bald darauf die Energiedienst Holding AG. Im Oktober 2023 benannte sich die Energiedienst AG in naturenergie hochrhein AG um. Somit wurde die seit Ende der 1990er Jahre etablierte Ökostrommarke zum neuen Unternehmensnamen.
Inzwischen ist der Kundenstamm nach Angaben des Unternehmens auf etwa 300.000 private und gewerbliche Kunden gewachsen. Entsprechend § 52 Erneuerbare-Energien-Gesetz hat die naturenergie hochrhein AG folgende Daten zum Stromabsatz übermittelt:
| Jahr | kWh         |
| ---- | ----------- |
| 2020 | 652.000.000 |
| 2021 | 631.000.000 |
| 2022 | 637.000.000 |

## Stromkennzeichnung (Deutschland)
Nach § 42 EnWG zur Stromkennzeichnung sind seit dem 15. Dezember 2005 alle Energieversorgungsunternehmen in Deutschland verpflichtet, die Herkunft ihres Stroms zu veröffentlichen. Für die  naturenergie hochrhein AG ergaben sich folgende Werte für das Jahr 2022:
|                                  | naturenergie hochrhein AG | naturenergie |
| -------------------------------- | ------------------------- | ------------ |
| Erneuerbare Energieträger        | 69 %                      | 100 %        |
| Kernenergie                      | 6 %                       | 0 %          |
| Fossile Energieträger + sonstige | 25 %                      | 0 %          |
| Radioaktiver Abfall (g/kWh)      | 0,0002                    | 0            |
| CO2-Emissionen (g/kWh)           | 212                       | 0            |